# 羅納爾德 (明尼蘇達州)
羅納爾德（英語：Ronald）是位於美國明尼蘇達州艾特金縣比弗鎮區的一個非建制地區。

## 地理
羅納爾德所處的海拔為高於海平面398米（即1306英呎），而該地所採用的時區為UTC-6，即北美中部時區（CST）。同時該地設有夏令時間，為UTC-6調快一小時，即UTC-5（CDT）。